# Parafia św. Maksymiliana Marii Kolbego w Lasku
Parafia św. Maksymiliana Marii Kolbego – jedna z czterech lubońskich parafii rzymskokatolickich, należąca do dekanatu lubońskiego (archidiecezja poznańska). Arcybiskup Metropolita Poznański ks. bp Antoni Baraniak ustanowił dnia 7 grudnia 1974 roku Ośrodek duszpasterski w Lasku pw. bł. Maksymiliana Marii Kolbego. Był to pierwszy – w kraju i na świecie – pod patronatem tego zakonnika. Sama parafia natomiast, została utworzona w niecałe 5 lat później z obszaru jednostki we Wirach. Kościół parafialny został wybudowany w latach 2001-2009. Mieści się przy ulicy Jana III Sobieskiego, na południowy zachód od centrum miasta.